# Vuelo 967 de Varig
El Vuelo 967 de Varig fue un vuelo internacional de carga que desapareció el 30 de enero de 1979 mientras se dirigía desde el Aeropuerto Internacional de Narita en Japón al Aeropuerto Internacional de Río de Janeiro-Galeão en Brasil, con una escala en el Aeropuerto Internacional de Los Ángeles. Ni el avión, un avión de carga Boeing 707-323C, ni los seis miembros de la tripulación han sido encontrados.

## Tripulación y aeronave
El avión involucrado era un Boeing 707-323C, número de construcción 19235, número de línea 519, entregado nuevo a American Airlines bajo el registro N7562A el 31 de agosto de 1966. Esta aerolínea vendió al avión a Varig en 1974. La aeronave estaba propulsada por cuatro motores Pratt & Whitney JT3D-3B.
La tripulación de vuelo estaba compuesta por el Capitán Gilberto Araújo da Silva, de 49 años, el primer oficial Erni Peixoto Mylius, de 45 años, el segundo oficial Antonio Brasileiro da Silva Neto, de 39 años, Evan Braga Saunders, de 37 años, y los ingenieros de vuelo José Severino Gusmão de Araújo, de 42 años, y Nicola Exposito, 40. En 1973, el Capitán Araújo da Silva estaba a cargo del Vuelo 820 de Varig, un Boeing 707 que transportaba a 134 personas que aterrizaron cerca del Aeropuerto de Orly, en París, con 123 muertes. En 1979, en el momento de la desaparición, tenía más de 23.000 horas registradas.

## Accidente
El 30 de enero de 1979, el Boeing 707-323C registrado PP-VLU desapareció en ruta desde el Aeropuerto Internacional de Narita al Aeropuerto Internacional de Río de Janeiro-Galeão. El avión de carga, operado por Varig, perdió contacto por radio 30 minutos después del despegue, a unos 200 km (120 millas) ENE de Tokio. Notablemente, el cargamento incluyó 53 pinturas de Manabu Mabe, regresando de una exposición de Tokio, valorada en US $ 1,24 millones. Ni el naufragio ni las pinturas fueron encontrados.